# タウン級軽巡洋艦 (初代)
タウン級軽巡洋艦 (Town class) は、イギリス海軍の軽巡洋艦の艦級。イギリス海軍およびオーストラリア海軍で運用された。本級はブリストル級、ウェイマス級、チャタム級、バーミンガム級、バーケンヘッド級の5つのサブクラスに分類される。全ての艦はイギリスの都市名が命名された。本級でオーストラリア海軍に最初に就役したのはシドニー (HMAS Sydney) であったため、オーストラリア海軍の艦はシドニー級軽巡洋艦とも呼ばれた。